# Ӹ (слово ћирилице)
Ӹ ӹ (искошено: Ӹ ӹ) је слово ћириличног писма. Његов облик је изведен од ћириличног слова Јери (Ы и Ы и). У Уникоду, ово слово је познато као „Јери са дијарезом“.
Слово "ӹ" се користи у азбуци брдско-маријског језика, где представља средњи самогласник на почетку , што је предњи пандан средњег централног самогласника  (представљено са ы). Такође се појављује у северозападном маријском језику.

## Уникод
| Знак                      | Ӹ                                           | Ӹ                                           | ӹ                                         | ӹ                                         |
| ------------------------- | ------------------------------------------- | ------------------------------------------- | ----------------------------------------- | ----------------------------------------- |
| Назив у Уникоду           | CYRILLIC CAPITAL LETTER YERU WITH DIAERESIS | CYRILLIC CAPITAL LETTER YERU WITH DIAERESIS | CYRILLIC SMALL LETTER YERU WITH DIAERESIS | CYRILLIC SMALL LETTER YERU WITH DIAERESIS |
| Врста кодирања            | децимална                                   | хексадецимална                              | децимална                                 | хексадецимална                            |
| Уникод                    | 1272                                        | U+04F8                                      | 1273                                      | U+04F9                                    |
| UTF-8                     | 211 184                                     | D3 B8                                       | 211 185                                   | D3 B9                                     |
| Нумеричка референца знака | &#1272;                                     | &#x4F8;                                     | &#1273;                                   | &#x4F9;                                   |

## Слична слова
- Ћирилични знакови у Уникоду
- Ÿ ÿ : Латинично слово